# مینتورنو
مینتورنو (به ایتالیایی: Minturno) یک کومونه در ایتالیا است که در استان لاتینا واقع شده‌است.

## خصوصیات
مینتورنو ۴۲ کیلومترمربع مساحت و ۱۹٬۸۲۵ نفر جمعیت دارد و ۱۴۱ متر بالاتر از سطح دریا واقع شده‌است.

## خواهرخوانده
شهرهای Gallinaro، Pilas و ییواسکیلا خواهرخوانده‌های مینتورنو هستند.